# Teté Delgado
María Teresa Delgado Criado (Ferrol, 28 de juny de 1965), més coneguda com a Teté Delgado, és una actriu, cantant i presentadora gallega. És vocalista del grup Teté y los Ciclones.

## Biografia
Va néixer a Ferrol (La Corunya) i la seva infància va transcórrer entre O Porriño i Malpica, el poble del seu pare. De petita volia ser científica, però quan es va posar a estudiar Física i Química en l'institut va canviar d'opinió. Va començar, no obstant això, estudis de Psicologia a Santiago de Compostel·la però va acabar abandonant-los per assistir i fer classes de balls de saló.
Ha realitzat nombrosos treballs com a actriu i presentadora tant dins com fora de Galícia. També té experiència en radio, amb programes com O Miradoiro de la Radio Galega i La Jungla de Cadena 100.
La popularitat li va arribar amb un paper en la sèrie El Súper, emesa per Telecinco. Feia de caixera, companya i amiga de Julia, la protagonista (Natalia Millán). Des de llavors no ha parat de treballar en televisió i, sobretot, en teatre. Les seves aparicions en cinema han estat més limitades, amb papers petits, encara que sí que ha protagonitzat diversos curts.
Va col·laborar com a jurat al programa de TVE ¡Mira quién baila! durant les set edicions (2005-2009) de la cadena pública, a excepció de l'edició de Telecinco, que van prescindir d'ella, sent juntament amb Joana Subirana la membre del jurat més veterana.
L'any 2005 interpreta al teatre Gorda, basada en un text de Neil LaBute, una rondalla sobre la importància que donem a les aparences i el menyspreable que és burlar-se dels altres per no ajustar-se als cànons establerts per la societat. Al costat de Luis Merlo, Lidia Otón i Iñaki Miramón, l'obra va romandre dos anys en cartell.
El seu següent projecte va ser la fallida Ellas y el sexo débil, sèrie protagonitzada per Ana García Obregón durant la tardor de 2007 per a Antena 3. Aquest mateix any va tornar amb èxit al canal autonòmic gallec, TVG, com a presentadora del concurs musical Son de estrelas, que va tenir un bon acolliment per part del públic.
Entre 2009 i 2011 protagonitza, al costat de Pepe Viyuela i Assumpció Balaguer, la versió teatral d'El pisito, basada en el guió de Rafael Azcona.
Actualment és vocalista del grup Teté y los Ciclones. Anteriorment va tenir un grup de rock que es deia Teté y los Supremos.

## Cinema

### Pel·lícules
- La Matanza Caníbal de los Garrulos Lisérgicos (1993), d'Antonio Blanco i Ricardo Llovo
- Adiós con el corazón (2000), de José Luis García Sánchez
- La marcha verde (2002), de José Luis García Sánchez
- Lisístrata (2002), de Francesc Bellmunt
- Slam (2003), de Miguel Martí
- Franky Banderas (2004), de José Luis García Sánchez
- La monja (2005), de Luis de la Madrid
- Gordos (2009), de Daniel Sánchez Arévalo

### Curtmetratges
- Poderío al río (1987), de Pablo Samartín
- A todo tren (1995), de Lidia Mosquera
- ¿Las cosas son como son... o como deberían ser?: Dos historias... del mismo día (1997), de José Antonio Pastor
- Los siete pecados capitales (1997), de Juan Carlos Claver
- Ordinary Americans: Americanos cotidianos (1999), de Juanma Bajo Ulloa
- Atrapada en un blues (2001), d'Alberto Ruiz Rojo
- Videoclip El roce de las alas (2009), de Pablo Samartín

## Televisió

### Com a actriu

#### Personatges fixes
- A Reoca (1990), de TVG
- El Súper (1996-2000), de Telecinco
- Un país maravilloso (1999), d'Antena 3
- El botones Sacarino (2000), de TVE
- A Miña sogra e máis eu (2004), de TVG
- Estudio 1: Los ladrones somos gente honrada (2006), de TVE
- Ellas y el sexo débil (2007), d'Antena 3
- Escoba! (2011), de TVG

#### Personatges esporàdics
- Todos los hombres sois iguales (1997), de Telecinco
- El Pantano (2003), d'Antena 3
- Paraíso (2001-2003), de TVE
- El comisario (2005), de Telecinco
- Familia (2013), de Telecinco

### Com a col·laboradora
- La noche por delante (1998), de Telecinco
- Un, dos, tres... a leer esta vez (2004), de TVE
- ¡Mira quién baila! (2005-2009), de TVE
- Channel Nº4: En la secció Mesa de mujeres (2006-2007), de Cuatro
- La mañana de La 1 (2010), de TVE
- Splash! Famosos al agua (2013), d'Antena 3

### Com a presentadora
- Me gustás tú (2002) (veu en off), de Telecinco
- Son de estrelas (2007), de TVG
- Son de estrelas 2 (2008), de TVG

### Com a concursant
- Splash! Famosos al agua (2013), d'Antena 3

## Teatre
- Yerma (1990), dirigida per José Manuel Blanco Gil
- Una mujer sin importancia (2000), d'Oscar Wilde
- Terapia a las seis (2004), escrita y producida por Moncho Borrajo; dirigida per Víctor Manuel Dogar
- El roce de las alas (2005), dirigida per Pablo Samartín
- Gorda (2005-2008), dirigida per Tamzin Townsend; amb Luis Merlo
- Lisístrata (2007), d'Aristófanes; dirigida per Antonio Comencia
- Los cuernos de don Friolera (2009), de Valle-Inclán; dirigida per Ángel Facio; amb Nancho Novo
- El pisito (2009-2011), dirigida per Pedro Olea; amb Pepe Viyuela i Assumpció Balaguer
- Álvaro o la fuerza del vino (2012), dirigida i escrita per Nancho Novo
- Galicia caníbal (2012), musical ideat per Antón Reixa i dirigit per Quico Cadaval

## Premis i nominacions
- 2001: Premi a la III Mostra de Curtas Vila de Noia a la millor interpretació femenina per Atrapada en un blues
- 2006: Nominada al Fotograma de Plata a la millor actriu de teatre per Gorda
- 2008: Nominada al Premi Mestre Mateo a la millor comunicadora de televisió per Son de estrelas 2
- 2009: Nominada al Premi Mestre Mateo a la millor interpretació femenina de repartiment per Gordos
- 2010: Nominada al Premi Mayte de Teatro de Cantabria per Los cuernos de don Friolera